# Selbstopfer

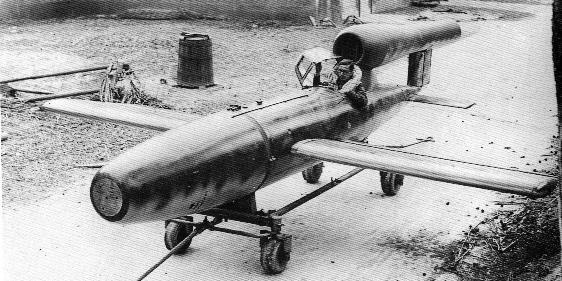
Un esemplare di Selbstopfer, un Fieseler Fi 103R

Selbstopfer (in tedesco selbst "se stessi" + opfer "vittima") fu un progetto tedesco della seconda guerra mondiale per sviluppare una "bomba intelligente" per attaccare bersagli di grande importanza, come ponti o centri di comando. Proposto inizialmente da Otto Skorzeny, leader dei commando delle SS tedesche e da Hanna Reitsch, la famosa pilota collaudatrice, che suggerirono di usare una bomba volante V1 con una minuscola cabina che doveva contenere un pilota.
Circa cento piloti selezionati dalla KG 200 (unità speciale della Luftwaffe) vennero addestrati e circa 175 V1 modificate a cui venne dato il nome di Fieseler Fi 103R Reichenberg vennero costruite. Diversamente dai piloti dell'unità kamikaze giapponese Yokosuka MXY-7 Ohka, i piloti del nuovo Fi 103 R avrebbero dovuto paracadutarsi fuori appena prima dell'impatto, sebbene in realtà questo sarebbe stato difficile a causa della ristretta cabina di guida, l'angolo di impatto acuto ed il fatto che la cabina fosse situata proprio sotto alla presa d'aria del pulsogetto.
Vennero eseguiti diversi test di sgancio da bombardieri Heinkel He 111, e Reitsch pilotò una versione depotenziata con una slitta di atterraggio in legno. Ci sono diversi racconti di uso operativo, ma pare altamente improbabile che l'arma sia mai stata usata in combattimento.
Qualche altro progetto di arma segreta nazista coinvolgeva missioni quasi suicide come il Bachem Ba 349 Natter.